# Sorbus filipes
Sorbus filipes är en rosväxtart som beskrevs av Hand.-mazz.. Sorbus filipes ingår i släktet oxlar, och familjen rosväxter. Inga underarter finns listade i Catalogue of Life.

## Bildgalleri

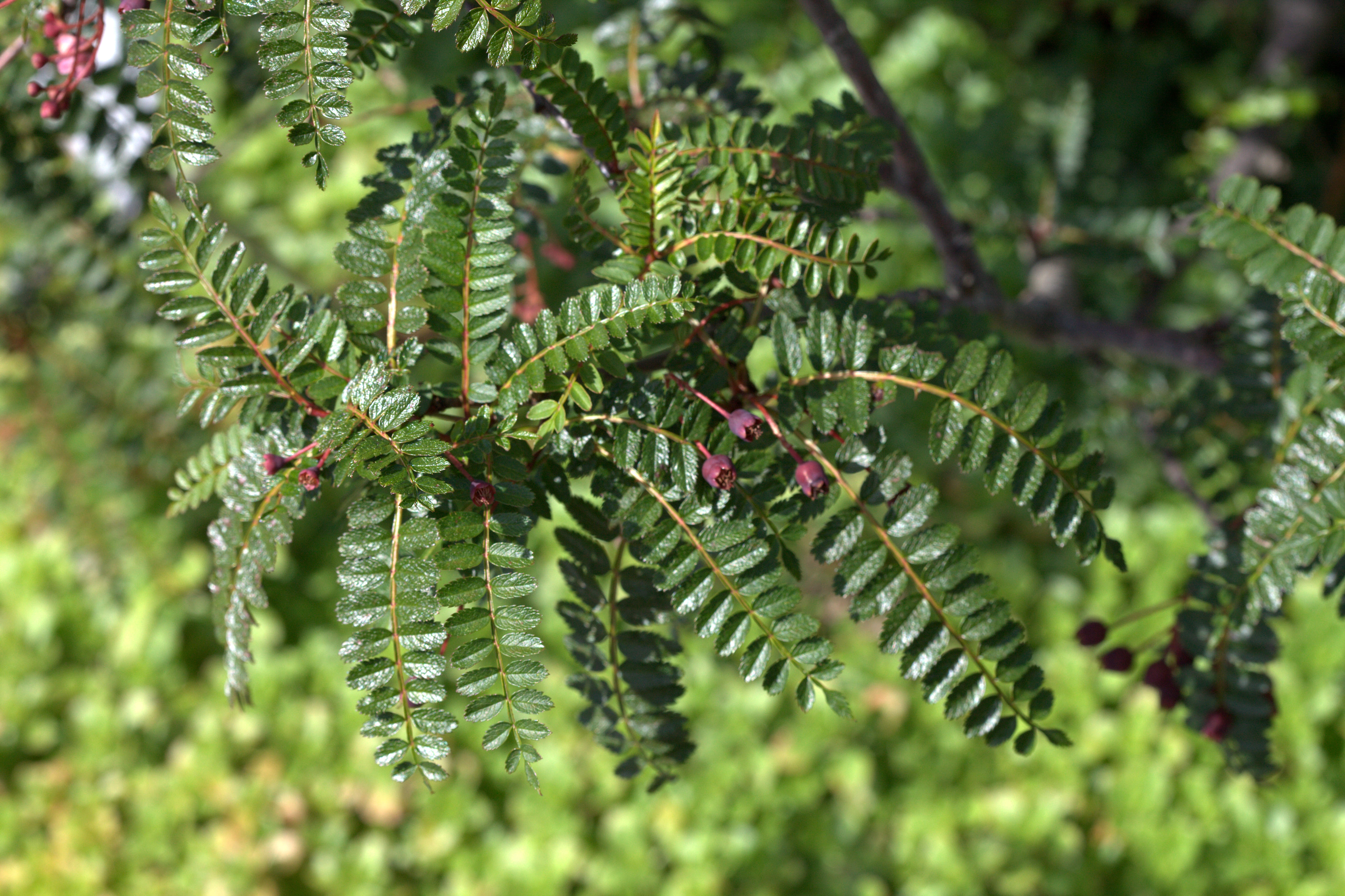
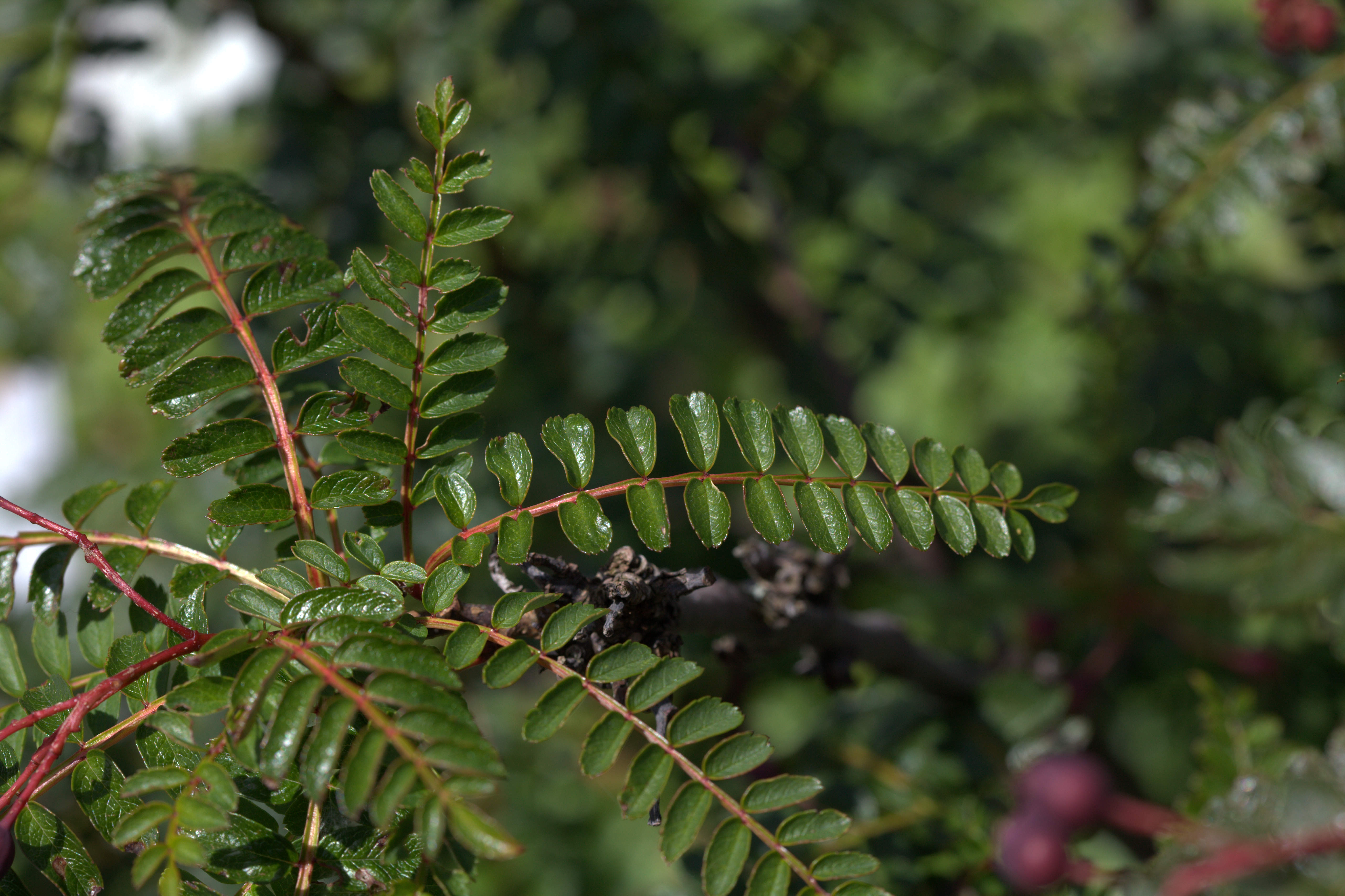
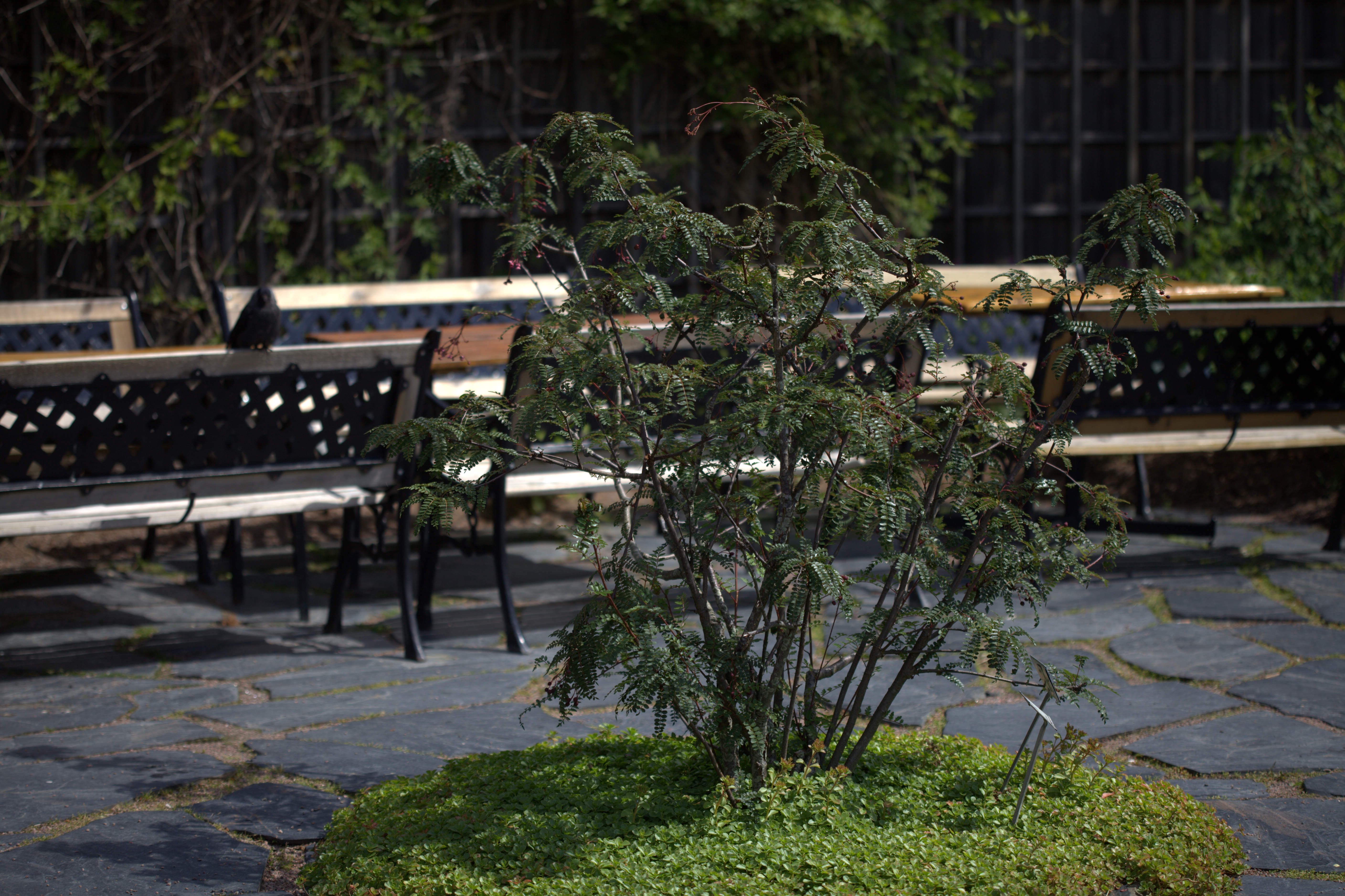
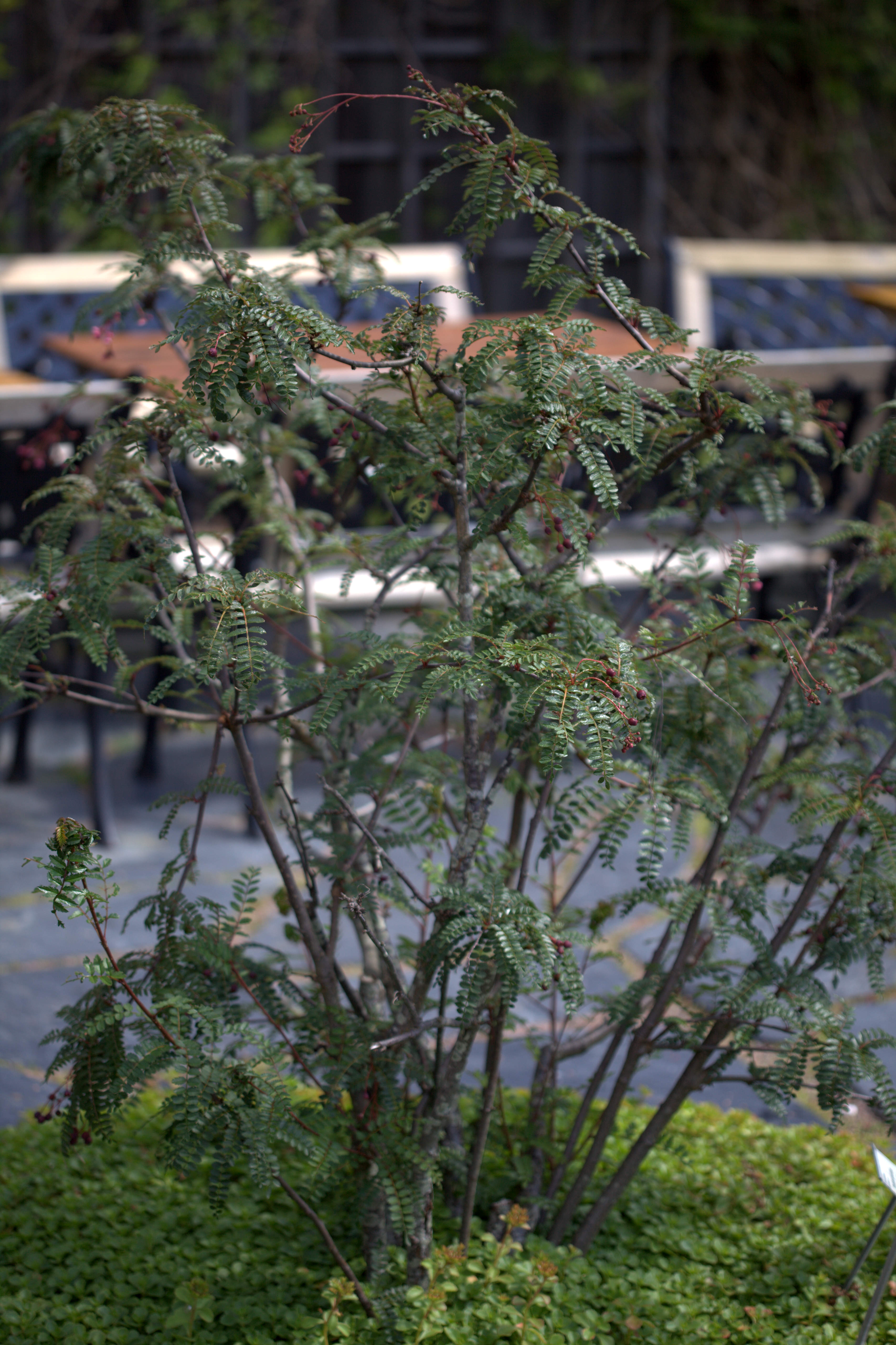